# Đàm Toàn Bá
Đàm Toàn Bá (giản thể: 谭全播; phồn thể: 譚全播, 834?-918?) là người cai trị Kiền châu từ năm 913 đến năm 918, tức vào đầu thời Ngũ Đại Thập Quốc. Trong một thời gian dài, ông làm mưu chủ cho Lô Quang Trù- người cai quản Kiền châu trong 25 năm, và sau đó được người dân ủng hộ lãnh đạo châu. Năm 918, ông chiến bại trước quân Ngô, và qua đời sau đó.

## Sự nghiệp ban đầu
Đàm Toàn Bá là người Nam Khang. Theo ghi chép, Đàm Toàn Bá dũng cảm có chí lược, còn đồng hương Lô Quang Trù thì to cao hùng mạnh song không có tài năng. Vào cuối thời nhà Đường, phần phía nam của đế chế bị nhấn chìm trong các cuộc khởi nghĩa nông dân, Đàm Toàn Bá cũng khuyến khích Lô Quang Trù nổi dậy, Lô Quang Trù làm theo. Khi đội quân nổi dậy muốn suy tôn Đàm Toàn Bá làm chủ, Đàm Toàn Bá nhường lại vị trí thủ lĩnh cho Lô Quang Trù, còn đe dọa xử tử người nào bất tuân mệnh lệnh của Lô Quang Trù, đưa đội quân vào kỷ luật.
Năm 885, Lô Quang Trù chiếm được Kiền châu, tự xưng là thứ sử, cho Đàm Toàn Bá làm mưu chủ.

## Làm quan ở Kiền châu
Năm 902, Lô Quang Trù tiến công về phía nam để mở rộng lãnh địa, đầu tiên ông ta công chiếm Thiều châu, sau đó bao vây Triều châu, song bị Thanh Hải lưu hậu Lưu Ẩn đẩy lui. Khi Lưu Ẩn tiến công Thiều châu, Đàm Toàn Bá phục một vạn tinh binh ở khe núi, dùng các binh sĩ gầy yếu ra khiêu chiến, đại phá quân Thanh Hải, Lô Quang Trù vẫn giữ được Thiều châu. Mặc dù giành được thắng lợi, song Đàm Toàn Bá lại nhường công lao cho chư tướng, Lô Quang Trù vì vậy càng xem trọng ông.
Năm 910, Lô Quang Trù lâm bệnh, ông ta muốn nhường chức thủ lĩnh cho Đàm Toàn Bá, song Đàm Toàn Bá từ chối. Sau đó, khi Lô Quang Trù qua đời, Lô Diên Xương từ Thiều châu đến chịu tang, Đàm Toàn Bá ủng hộ Lô Diên Xương làm người kế nhiệm. Đàm Toàn Bá tiếp tục phụng sự cho Lô Diên Xương.
Năm 911, Lô Diên Xương bị Chỉ huy sứ Lê Cầu (黎球) ám sát, Lê Cầu đoạt lấy quyền cai quản Kiền châu và cũng định sát hại Đàm Toàn Bá. Đàm Toàn Bá xưng mình bị bệnh và thỉnh được cáo hưu, do vậy được miễn chết. Không lâu sau, Lê Cầu qua đời, kế nhiệm là nha tướng Lý Ngạn Đồ (李彥圖). Cũng lo sợ Lý Ngạn Đồ, Đàm Toàn Bá càng xưng bệnh nặng. Trong khi đó, hay tin Đàm Toàn Bá bị bệnh, Thanh Hải tiết độ sứ Lưu Nghiễm tiến công Thiều châu. Thiều châu thứ sử Liệu Sảng (廖爽) chạy đến Sở, chính quyền Kiền châu để mất Thiều châu.

## Cai quản Kiền châu
Lý Ngạn Đồ qua đời năm 912, người trong châu tôn Đàm Toàn Bá cai quản châu sự. Sau đó, Đàm Toàn Bá khiển sứ xin được nội phụ Hậu Lương, Hậu Lương Thái Tổ bổ nhiệm Đàm Toàn Bá làm Bách Thắng phòng ngự sứ, thứ sử của Kiền châu và Thiều châu. Đàm Toàn Bá cai trị Kiền châu trong bảy năm, được đánh giá là thiện chính.
Năm 918, Ngô phong Hữu đô áp nha Vương Kỳ (王祺) làm Kiền châu hành doanh đô chỉ huy sứ, đem quân từ Hồng châu, Phủ châu, Viên châu, và Cát châu tiến công Đàm Toàn Bá. Người dân Kiền châu bất ngờ trước cuộc tiến công này, họ chỉ biết việc này sau khi Nghiêm Khả Cầu (嚴可求) dùng một lượng lớn tiền bạc để mộ thủy công Cám mở thủy đạo qua Cám Thạch, để chiến hạm Ngô có thể vượt qua mà tiến đến thành Kiền châu. Tuy nhiên, Kiền châu có chướng ngại thiên nhiên giúp cho việc phòng thủ, quân Ngô không thể chiếm thành một cách nhanh chóng. Quân Ngô sau đó bị dịch bệnh, nhiều binh sĩ bị chết, trong đó có Vương Kỳ, thay thế là Lưu Tín (劉信).
Trong khi đó, Đàm Toàn Bá cầu viện ba nước là chư hầu của Hậu Lương: Ngô Việt, Mân và Sở. Đáp lại, Ngô Việt vương Tiền Lưu khiển nhi tử Tiền Truyền Cầu (錢傳球) tiến công Tín châu của Ngô; Sở vương Mã Ân khiển Trương Khả Cầu (張可求) tiến đến Cổ Đình; và Mân vương Vương Thẩm Tri thì phái quân tiến đến Vu Đô, đều nhằm cứu Đàm Toàn Bá. Tuy nhiên, quân Ngô Việt bị Tín châu thứ sử Chu Bản (周本) đẩy lui. Sau đó, Lưu Tín phái quân đẩy lui quân Sở, quân Ngô Việt và quân Mân hay tin quân Sở thất bại thì cũng triệt thoái.
Lưu Tín ngày đêm tiến công thành Kiền châu, giết được cả nghìn lính song vẫn không chiếm được thành, ông ta khiển sứ giả vào thành thuyết phục Đàm Toàn Bá dâng của cải, rồi trở về. Khi ông ta khiển sứ đến báo với phụ chính Từ Ôn của Ngô, Từ Ôn tức giận và khiển Lưu Ngạn Anh (劉英彥)- nhi tử của Lưu Tín- suất 3.000 quân đến. Khi Lưu Ngạn Anh đến doanh trại của Lưu Tín và truyền lại lời đe dọa của Từ Ôn, Lưu Tín trở nên lo sợ và quyết định lại bao vây Kiền châu. Cuối cùng, Kiền châu thất thủ, Đàm Toàn Bá chạy đến Vu Đô, song bị quân Ngô ở đây bắt được. Quân Ngô giải Đàm Toàn Bá đến thủ đô Giang Đô của Ngô. Sau đó, Dương Long Diễn bổ nhiệm Đàm Toàn Bá làm Hữu uy vệ tướng quân, Bách Thắng tiết độ sứ. Ông qua đời không lâu sau khi đến Giang Đô, thọ 85 tuổi âm.